# Nívar
Nívar és un municipi situat en la vora nororiental de Vega de Granada, al vessant nord-oest de la Serra de l'Alfaguara (província de Granada), a uns 14 km de la capital provincial. Limita amb els municipis de Cogollos Vega, Huétor Santillán, Alfacar i Güevéjar.